# Ischnocolus
Genre
Synonymes
- Luphocemus Denis, 1960

Ischnocolus est un genre d'araignées mygalomorphes de la famille des Theraphosidae.

## Distribution
Les espèces de ce genre se rencontrent en Afrique, au Moyen-Orient, en Europe du Sud et au Brésil.

## Liste des espèces
Selon World Spider Catalog (version 24.5, 13/08/2023) :
- Ischnocolus elongatus (Simon, 1873)
- Ischnocolus ignoratus Guadanucci & Wendt, 2014
- Ischnocolus jickelii L. Koch, 1875
- Ischnocolus meron Zonstein, 2023
- Ischnocolus mogadorensis Simon, 1909
- Ischnocolus rubropilosus Keyserling, 1891
- Ischnocolus tomentosus Thorell, 1899
- Ischnocolus valentinus (Dufour, 1820)
- Ischnocolus vanandelae Montemor, West & Zamani, 2020

## Systématique et taxinomie
Ce genre a été décrit par Ausserer en 1871.
Luphocemus a été placé en synonymie par Korba et al. en 2022.

## Publication originale
- Ausserer, 1871 : « Beiträge zur Kenntniss der Arachniden-Familie der Territelariae Thorell (Mygalidae Autor). » Verhandllungen der Kaiserlich-Kongiglichen Zoologish-Botanischen Gesellschaft in Wien, vol. 21, p. 117-224 (texte intégral).